# Brignolia parumpunctata
Espèce
Synonymes
- Xestaspis parumpunctata Simon, 1893
- Gamasomorpha perplexa Bryant, 1942
- Opopaea recondita Chickering, 1951
- Brignolia cubana Dumitrescu & Georgescu, 1983

Brignolia parumpunctata est une espèce d'araignées aranéomorphes de la famille des Oonopidae.

## Distribution
Cette espèce est pantropicale. Elle a été observée :
- aux États-Unis en Floride, au Mexique, au Guatemala, au Costa Rica, au Panamá, à Cuba, en Jamaïque, à Porto Rico, aux îles Vierges, à Niévès, à Sainte-Lucie, à Saint-Vincent, à la Trinité, en Colombie, au Venezuela, au Guyana, au Brésil ;
- au Gambie, en Sierra Leone, à l'île Maurice, au La Réunion, aux Seychelles ;
- au Yémen, au Pakistan, en Inde, au Sri Lanka, en Indonésie, aux Philippines ;
- en Australie, à Guam, aux îles Marshall, aux Palaos, aux États fédérés de Micronésie, en Polynésie française.

## Description
Le mâle décrit par Platnick, Dupérré, Ott et Kranz-Baltensperger en 2011 mesure 1,17 mm et la femelle 1,28 mm.

## Publication originale
- Simon, 1893 : Études arachnologiques. 25e Mémoire. XL. Descriptions d'espèces et de genres nouveaux de l'ordre des Araneae. Annales de la Société Entomologique de France, vol. 62, p. 299-330 (texte intégral).